# Arnulfo Valentierra
Arnulfo Valentierra (Barranquilla, 16 agosto 1974) è un ex calciatore colombiano, di ruolo centrocampista.

## Carriera

### Club
Intraprese la carriera di calciatore nell'Once Caldas nel 1995. Ceduto nel 2002 all'América di Cali, fece ritorno all'Once Caldas, nel 2003, anno in cui lasciò nuovamente la squadra colombiana per approdare all'Al-Wahda, compagine di Abu Dhabi. Tornato all'Once Caldas, vinse con il club la Coppa Libertadores 2004. In seguito giocò nell'Al-Hilal di Riad, per un biennio nuovamente nell'Once Caldas, nel Peñarol e poi nel Bolívar.

### Nazionale
Con la Nazionale colombiana ha partecipato alla Confederations Cup 2003.